# Guido Köstermeyer
Guido Köstermeyer (* 30. März 1968 in Minden) ist ein deutscher Kletterer und Autor.
Köstermeyer gelang 1989 die erste Wiederholung der Route Wallstreet, die von Wolfgang Güllich 1987 erstbegangen worden war. Auch als Erstbegeher und in Wettkämpfen war er erfolgreich, unter anderem gelang ihm als erster Deutscher ein Sieg bei einem Weltcup. Im alpinen Sportklettern konnte Guido unter anderem Onsightbegehungen vom Weg durch den Fisch (Marmolada, UIAA 9-) und der Alpenliebe (Drei Zinnen, 9) sowie eine Rotpunktbegehung der Hoabuachenen (Urlkopf, 10-) für sich verbuchen.
Von 1998 bis 2000 trainierte Köstermeyer die deutsche Sportkletternationalmannschaft. Außerdem veröffentlichte er mehrere Bücher zum Thema Klettertraining und ist Leiter des Hochschulsports an der Friedrich-Alexander-Universität Erlangen-Nürnberg. Am 19. März 2011 wurde er im Rahmen der turnusmäßigen Verbandsratssitzung des Deutschen Alpenvereins zu dessen Vizepräsidenten gewählt.

## Erstbegehungen (Auswahl)
- 1987 Magnus der Magier (10-)
- 1989 Spiderman (10-)
- 1994 Back to Nature (10+)
- 1994 Des Mos (10/10+)
- 1995 Shan-gri-la (11-/11)
- 2008 Fristenkontrolle (10-)

## Wettkampferfolge
- Deutscher Meister 1991
- 3. Platz Weltmeisterschaft Frankfurt 1991
- Weltcupsieg 1992 in Nürnberg

## Werke
- Peak Performance, Tmms, 2011, ISBN 3930650800
- Klettertechnik. Sicher und effektiv klettern, Books on Demand, 2002, ISBN 3880203792